# Ephemerum apiculatum
Ephemerum apiculatum là một loài rêu trong họ Ephemeraceae. Loài này được P.C. Chen mô tả khoa học đầu tiên năm 1943.